# Partido Ghadar

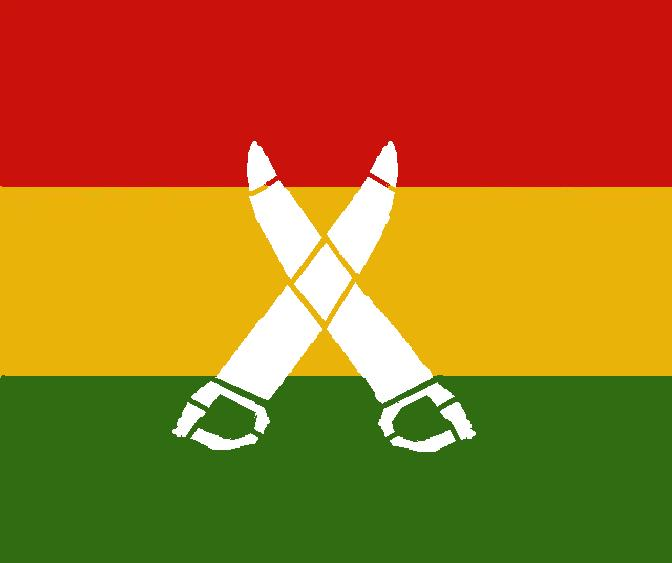
Bandera del Partido Ghadar.

El Partido Ghadar (en panyabí; ਗ਼ਦਰ ਪਾਰਟੀ) fue una organización revolucionaria india fundada principalmente por indios. El partido era multiétnico y tenía líderes sij, hindúes y musulmanes. Tenía su sede en San Francisco, Estados Unidos. Los miembros claves incluyeron a Bhai Parmanand, Sohan Singh Bhakna, Bhagwan Singh Gyanee, Har Dayal, Tarak Nath Das, Kartar Singh Sarabha, Abdul Hafiz Mohamed Barakatullah, Sulaman Choudhary, Aamir Choudhary, Rash behari Bose y Gulab Kaur. 

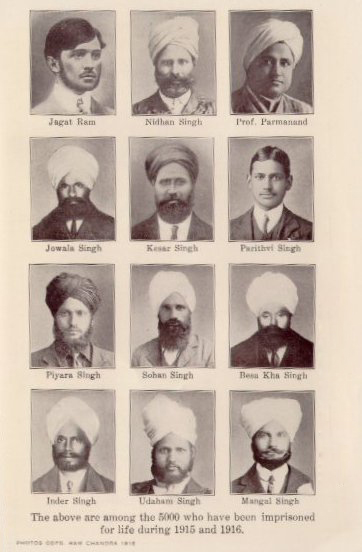
Los Gadaritas recibieron kale Pani o cadena perpetua durante 1915-1916.

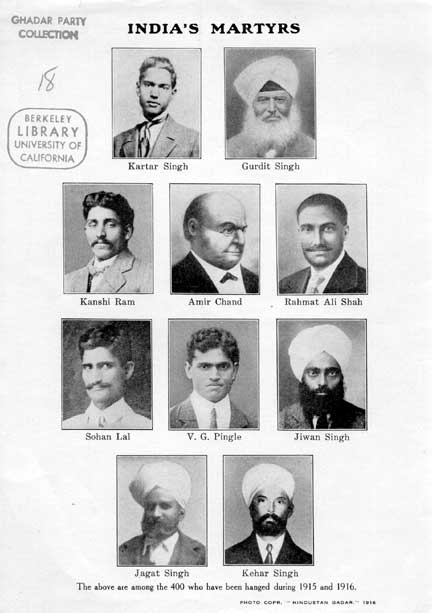
Gadaritas recibieron la pena capital durante 1915-1916

Después del estallido de la Primera Guerra Mundial, los miembros del partido Ghadar regresaron a Punyab para agitar el movimiento de rebelión por la libertad. En 1915 llevaron a cabo actividades revolucionarias en el centro de Punyab y organizaron levantamientos. Su presencia desafió el dominio del Imperio Británico; La vigilancia policial en las aldeas de Punyabi aumentó en un intento de aplastar la rebelión. El partido es conocido por sentar las bases para futuros movimientos revolucionarios indios y sirvió como un trampolín para la independencia. Aunque predominantemente Punyabi, el partido incluía miembros y líderes de muchas religiones, demostrando una actitud pluralista y democrática hacia todos los indios. Tras la conclusión de la guerra, el partido en los Estados Unidos se dividió en una facción comunista y una socialista india. El partido se disolvió formalmente en 1948.

## Etimología
Ghadar es una palabra urdu derivada del árabe que significa "revuelta" o "rebelión". Como Kartar Singh Sarabha, uno de los fundadores del partido, escribió en el primer número: "Hoy comienza 'Ghadar' en tierras extranjeras, pero en la lengua de nuestro país, una guerra contra el Raj británico. ¿Cual es nuestro nombre? Ghadar. ¿Cual es nuestro trabajo? Ghadar. ¿Dónde estará la revolución? En India. Pronto llegará el momento en que los rifles y la sangre reemplazarán a los bolígrafos y la tinta." El nombre de la organización se deletreaba principalmente como "Partido Gadar" o "Partido Ghadr" por sus miembros. 

## Antecedentes
La recesión económica en India a principios del siglo XX fue testigo de un alto nivel de emigración. Algunos de estos emigrantes se establecieron en América del Norte. Estos incluían a los punyabis, así como a personas de otras partes de la India. El gobierno canadiense decidió reducir esta afluencia con una serie de leyes, cuyo objetivo era limitar la entrada de asiáticos del sur en el país y restringir los derechos políticos de los que ya están en el país. La comunidad de Punyabi había sido hasta ahora una fuerza leal importante para el Imperio Británico y la comunidad había esperado la misma acogida y derechos de los gobiernos británico y de la Commonwealth que se extendían a los inmigrantes británicos y blancos. Estas leyes alimentaron el creciente descontento, protestas y sentimientos anticoloniales dentro de la comunidad. Ante situaciones cada vez más difíciles, la comunidad comenzó a organizarse en grupos políticos. Un gran número de Punyabis también se mudó a los Estados Unidos, pero se encontraron con problemas políticos y sociales similares.
RasBihari Bose a petición de Vishnu Ganesh Pingle, un Ghadar entrenado en Estados Unidos, que se reunió con Bose en Benarés y le pidió que asumiera el liderazgo de la próxima revolución. Pero antes de aceptar la responsabilidad, envió a Sachin Sanyal al Punyab para evaluar la situación. Sachin volvió muy optimista. en los Estados Unidos y Canadá con el objetivo de liberar a la India del dominio británico. El movimiento comenzó con un grupo de inmigrantes conocidos como los trabajadores hindúes de la costa del Pacífico. 

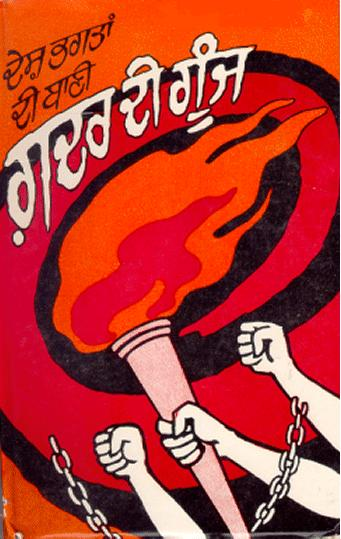
Ghadar di Gunj, una compilación ghadarita de literatura nacionalista y socialista, fue prohibida en India en 1913.

El Partido Ghadar, inicialmente la Asociación Hindustan de la Costa del Pacífico, se formó en 1913 en los Estados Unidos, pero antes de la decisión de crear una sede en el ashram yugantar en San Francisco se tomó en una reunión en Astoria (Oregón) Canadá bajo el liderazgo de Har Dayal, Sant Baba Wasakha Singh Dadehar, Baba Jawala Singh, Santokh Singh y Sohan Singh Bhakna como su presidente. Los miembros del partido eran inmigrantes indios, en gran parte de Punyab. Muchos de sus miembros eran estudiantes de la Universidad de California en Berkeley, incluidos Dayal, Tarak Nath Das, Maulavi Barkatullah, Harnam Singh Tundilat, Kartar Singh Sarabha y V. G. Pingle. El partido rápidamente obtuvo el apoyo de los expatriados indios, especialmente en los Estados Unidos, Canadá, África Oriental y Asia. 

## Periódico

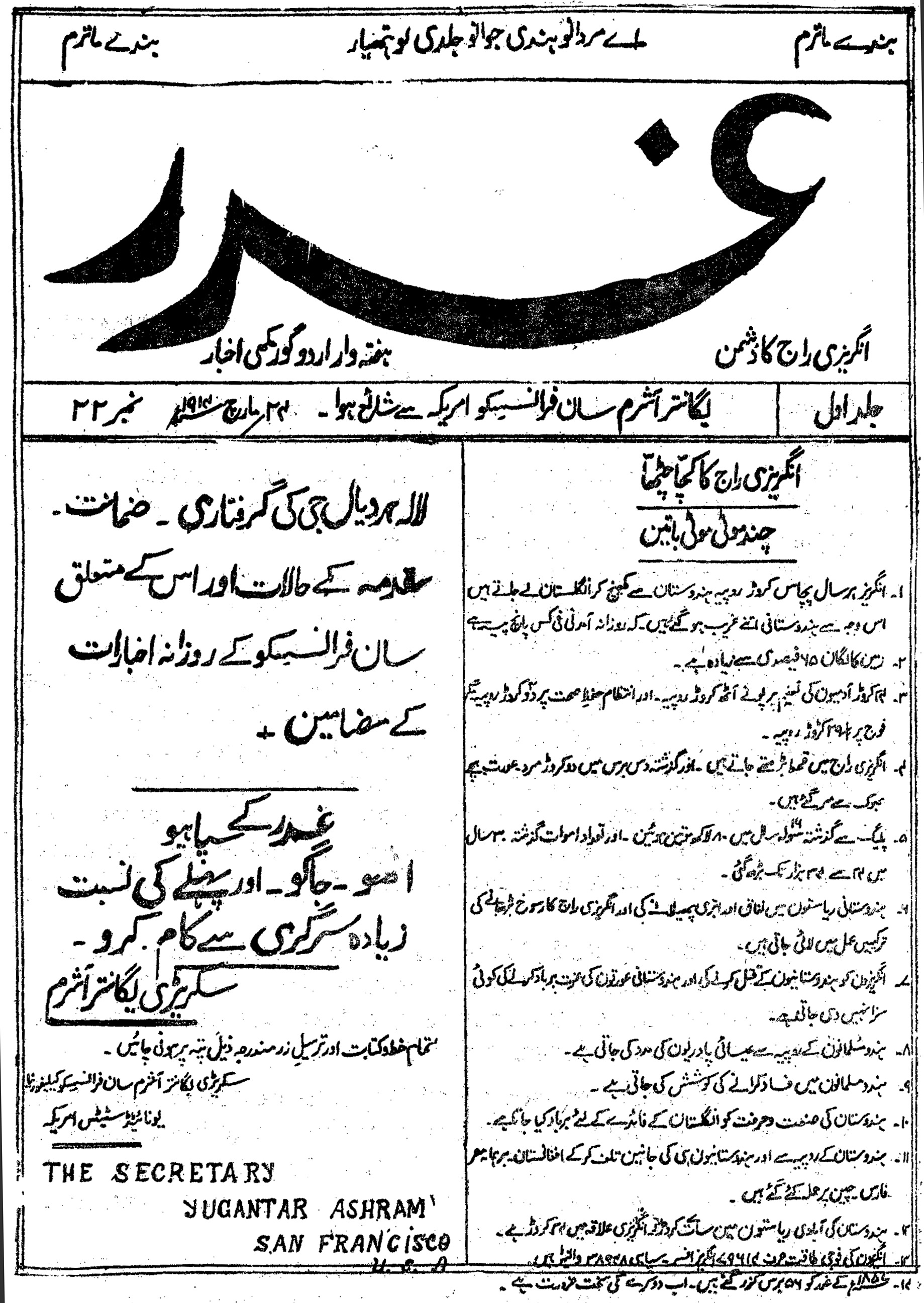
Periódico Ghadar (urdu) vol. 1, N.° 22, 24 de marzo de 1914.

El partido se formó alrededor del periódico semanal El Ghadar, que llevaba el título en el encabezado: Angrezi Raj Ka Dushman (un enemigo del dominio británico). "Querían valientes soldados", declaró el Ghadar, "para provocar la rebelión en la India. Pago de la muerte; Martirio de precios; Libertad de pensión; Campo de batalla-India". La ideología del partido era fuertemente secular. En palabras de Sohan Singh Bhakna, quien más tarde se convirtió en un importante líder campesino del Punjab: "No éramos sikhs o punjabis. Nuestra religión era el patriotismo". El primer número de El Ghadar se publicó en San Francisco el 1 de noviembre de 1913. 
Tras el viaje del Komagata Maru en 1914, un desafío directo a las leyes de inmigración anti-indias canadienses, varios miles de indios residentes en los Estados Unidos vendieron sus negocios y hogares listos para expulsar a los británicos de la India. Sin embargo, Hardayal había huido a Europa preocupado de que las autoridades estadounidenses lo entregaran a los británicos. Sohan Singh Bhakna ya estaba en manos británicas, y el liderazgo recayó en Ram Chandra. Tras la entrada de Canadá en la Primera Guerra Mundial, la organización se centró en los EE. UU. y recibió fondos sustanciales del gobierno alemán. Tenían un tono muy militante, como lo ilustra esta cita de Harnam Singh: 
No necesitamos expertos ni mulás.
El partido saltó a la fama en la segunda década del siglo XX y se fortaleció debido al descontento de los indios por la Primera Guerra Mundial y la falta de reformas políticas. 
Los activistas de Ghadar emprendieron lo que los británicos describieron como terrorismo político.
En 1917, algunos de sus líderes fueron arrestados y llevados a juicio en el juicio de conspiración hindú alemana en el que se citó su documento. 
En 1914, Kasi Ram Joshi, miembro del grupo de Haryana, regresó a la India desde Estados Unidos. El 15 de marzo de 1915 fue ahorcado por el gobierno colonial.
El partido Ghadar ordenó a un leal seguir a la provincia de Punyab, pero muchos de sus activistas más prominentes se vieron obligados a exiliarse a Canadá y Estados Unidos. Dejó de desempeñar un papel activo en la política india después 
Aunque periódicos como Independence Hindustan y las actividades revolucionarias del Partido Ghadar contra el dominio británico continuaron desde 5 wood street de San Francisco, lugar donde se construyó el Memorial Ghadar, pero Har Dayal uno de sus miembros fundadores cortó todas las conexiones con los revolucionarios por su carta abierta publicada en marzo de 1919 en periódicos indios y nuevo estadista de EE. UU., y escribiendo al Gobierno británico para obtener Amnistía para sí mismo.
El partido tenía miembros activos en otros países como México, Japón, China, Singapur, Tailandia, Filipinas, Malaya, Indochina y África Oriental y Meridional.

## Miembros fundadores
1. Sohan Singh Bhakna (Presidente)
2. Kesar Singh (Vicepresidente)
3. Kartar Singh Sarabha (Editor, Punjabi Gadar)
4. Baba Jawala Singh (Vicepresidente)
5. Sant Baba Wasakha Singh Dadehar
6. Bhagwan Singh Gyanee
7. Balwant Singh (Ghadarite)
8. Pt. Kanshi Ram (Tesorero)
9. Harnam Singh Tundilat
10. G. D. Verma
11. Lala Thaker Das (Dhuri) (Vicesecretario)
12. Munshi Ram (Secretario Organizador)
13. Bhai Parmanand
14. Nidhan Singh Chugha
15. Santokh Singh (Ghadarite)
16. Maestro Udham Singh
17. Baba Chattar Singh Ahluwalia (Jethuwal)
18. Baba Harnam Singh (Kari Sari)
19. Mangu Ram Mugowalia[8][9]
20. Karim Bakhsh
21. Amar Chand
22. Rehmat Ali (Ghadarita)
23. V. G. Pingle
24. Sant Baba Wasakha Singh
25. Maulavi Barkatullah
26. Harnam Singh Saini
27. Tarak Nath Das
28. Pandurang Sadashiv Khankhoje
29. Ganda Singh Phangureh
30. Karim Bux
31. Baba Prithvi Singh Azad
32. Wadhawa singh warwal e hijos (Rana singh y Bhana singh)